# Pocahontas (1995)
Pocahontas is een Amerikaanse animatiefilm van Walt Disney Studios uit 1995. Het is de 33e lange animatiefilm van Disney. De film ging in première op 16 juni 1995.
Het verhaal is deels gebaseerd op ware gebeurtenissen: het leven van de Powhatan-indiaanse prinses Pocahontas en de Engelse ontdekkingsreiziger  John Smith. 

## Verhaal
In het jaar 1607 maakt de Susan Constant, een Engels ontdekkingsreizigersschip, zich klaar om af te varen naar Noord-Amerika. De Engelsen willen daar een nieuwe kolonie stichten en op zoek gaan naar goud. Onder de bemanning van het schip is de avonturier John Smith. Hij redt tijdens de reis het leven van de jonge matroos Thomas wanneer die overboord valt.
Dan wordt er ingezoomd op de Powhatan, een indianenstam in Noord-Amerika. Het opperhoofd en diens krijgers keren net terug van een oorlog die ze hebben gewonnen. De dochter van het opperhoofd, Pocahontas, verneemt dat de gevierde krijger Kocoum om haar hand heeft gevraagd. Zelf ziet ze hem echter niet staan. Ze vraagt grootmoeder Wilg, een pratende boom, om raad, en krijgt als antwoord dat ze naar haar hart moet luisteren.
Kort hierop arriveren de Britse kolonisten. Pocahontas wordt nieuwsgierig en ze besluit samen met haar wasbeer Meeko en de kolibrie Flit een kijkje te nemen. John Smith verkent de omgeving en Pocahontas volgt hem. Als ze ontdekt wordt door Smith, klikt het meteen tussen de twee en worden ze verliefd. Pocahontas laat John inzien dat indianen helemaal niet zulke wilden zijn als men in Johns land denkt. Ze vertelt hem ook dat hij de aarde moet zien als meer dan alleen iets dat hij kan bezitten.
Tussen de andere indianen en de kolonisten ontstaan echter al snel conflicten. Bij een eerste treffen wordt een krijger van Pocahontas’ stam neergeschoten. Powhatan besluit de Britten de oorlog te verklaren en roept de hulp in van andere indianenstammen. De situatie wordt nog erger wanneer de leider van de Britse kolonisten, gouverneur John Ratcliffe, ontdekt dat er mogelijk toch geen goud is in het gebied. Ratcliffe had deze expeditie juist willen gebruiken om eindelijk zijn naam te vestigen aan het Britse hof. In zijn obsessie komt Ratcliffe tot de conclusie dat de indianen het goud zelf al moeten hebben. Hij besluit het goud met geweld af te pakken. 
Als Pocahontas en John Smith elkaar op een avond heimelijk opnieuw ontmoeten worden ze bespied door Kocoum, die inmiddels is gewaarschuwd door Pocahontas' beste vriendin Nakoma. Kocoum wordt op zijn beurt heimelijk gevolgd door Thomas. Kocoum valt even later John aan, waarna Thomas ingrijpt en Kocoum onbedoeld doodschiet. John neemt de volledige schuld van Kocoums dood op zich en hij wordt door de indianen gevangengenomen. De volgende dag zal John worden terechtgesteld, alvorens de slag tussen de indianen en kolonisten los zal breken.
Aangemoedigd door grootmoeder Wilg grijpt Pocahontas in. Net op het moment dat haar vader John wil doden, komt ze tussenbeide. Zij smeekt haar vader om John Smith te laten gaan, en bekent ook dat ze van Smith houdt. Het opperhoofd ziet nu in dat zijn dochter eigenlijk verstandiger is dan hijzelf, en dat het verkeerd is om oorlog te voeren. Hij besluit van zijn kant alle wapens neer te leggen, tenzij de Britse kolonisten hem alsnog dwingen tot het gevecht. De meeste Britten zien nu van hun kant ook de ernst van de situatie in en ze besluiten de aanval niet door te zetten. Alleen Ratcliffe, die nog steeds uit is op rijkdom en macht, wil zich niet bij deze situatie neerleggen. Hij grijpt een geweer en wil het opperhoofd neerschieten. John Smith springt er net op tijd voor en vangt de kogel op. De andere leden van de Britse expeditie keren zich nu tegen hun leider en nemen hem gevangen.
John is dusdanig gewond geraakt dat hij terug moet naar Engeland voor verzorging. Hij en Pocahontas nemen bedroefd afscheid.

## Rolverdeling
| Acteur                                  | Personage            | Stem              |
| --------------------------------------- | -------------------- | ----------------- |
| Irene Bedard (dialoog) Judy Kuhn (zang) | Pocahontas           | Pia Douwes        |
| Mel Gibson                              | John Smith           | Peter Blok        |
| David Ogden Stiers                      | Gouverneur Ratcliffe | Ernst Daniël Smid |
| John Kassir                             | Meeko                | John Kassir       |
| Russell Means                           | Stamhoofd Powhatan   | Peter Bolhuis     |
| David Ogden Stiers                      | Wiggins              | René van 't Hof   |
| Linda Hunt                              | Grootmoeder Wilg     | Emmy Lopes Dias   |
| Christian Bale                          | Thomas               | Paul Groot        |
| Joe Baker                               | Lon                  | Jan Anne Drenth   |
| Billy Connolly                          | Ben                  | Just Meijer       |
| Danny Mann                              | Percy                | Danny Mann        |
| Frank Welker                            | Flit                 | Frank Welker      |
| Michelle St. John                       | Nakoma               | Isa Hoes          |
| James Apaumut Fall                      | Kocoum               | John Jones        |
| Gordon Tootoosis                        | Kekata               | Ger Smit          |

Ten minste drie acteurs waren al eerder betrokken bij aan Pocahontas gerelateerde projecten. Gordon Tootoosis speelde de rol van Powhatan in Pocahontas: The Legend. Christian Bale speelde 10 jaar na uitkomst van de film de rol van John Rolfe in The New World. Irene Bedard speelde Pocahontas' moeder in The New World.

## Achtergrond

### Personages
Ondanks het duidelijk aanwezig zijn van een aantal fantasy-elementen, was dit de eerste lange Disney-tekenfilm die zich in de kern baseerde op waargebeurde historische feiten. Een deel van de personages is dan ook gebaseerd op werkelijke historische figuren.
De historische prinses Pocahontas was inderdaad een van de weinige indianen die de Europese kolonisten hartelijk verwelkomde. In werkelijkheid was zij echter in 1607, het jaar waarin de film zich afspeelt, nog maar 13 jaar oud, terwijl ze in de film al een paar jaar ouder moet zijn. Ook heeft ze in het echt nooit een romantische relatie gehad met John Smith. Ze trouwde uiteindelijk met een andere Brit, John Rolfe.
Het personage van John Smith is gebaseerd op de gelijknamige historische persoon. Deze John Smith was in 1607 echter nog in Engeland.
De historische persoon John Ratcliffe (1549-1609), waar het personage in de film op is gebaseerd, was gouverneur van de kolonie Jamestown. Hij werkte samen met John Smith. Ratcliffe was echter niet, zoals in de film, de eerste gouverneur, noch was hij aanwezig op hetzelfde schip waarmee John Smith naar de kolonie afreisde.

### Filmmuziek
De film bevat een groot aantal gezongen nummers, welke werden gecomponeerd door Alan Menken en Stephen Schwartz. Verder bevat de film achtergrondmuziek. Alle nummers samen zijn:
1. De Virginia compagnie - Koor
2. Schip op zee - Instrumentaal
3. De Virginia compagnie (reprise) - Peter Blok & Koor
4. Rustig ritme van de trom - Koor
5. Rustig ritme van de trom (Reprise) - Peter Bolhuis
6. Om de kromming van de stroom - Pia Douwes
7. Grootmoeder wilg - Instrumentaal
8. Luister met je hart (deel 1) - Emmy Lopes Diaz & Wynanda Zeevaarder
9. Mijn, mijn - Ernst Daniël Smid, Peter Blok, René van 't Hof & Koor
10. Luister met je hart (deel 2) - Emmy Lopes Diaz & Wynanda Zeevaarder
11. Kleuren van de wind - Pia Douwes
12. Wildenvolk (deel 1) - Ernst Daniël Smid, Peter Bolhuis, Ger Smit, Just Meyer & Koor
13. Wildenvolk (deel 2) - Ernst Daniël Smid, Peter Bolhuis, Pia Douwes & Koor
14. Ik zal hem nooit meer zien - Instrumentaal
15. Pocahontas - Instrumentaal
16. Krijgsraad - Instrumentaal
17. Percy's bad - Instrumentaal
18. Schermutseling - Instrumentaal
19. De ontmoeting - Instrumentaal
20. Ratcliffes plan - Instrumentaal
21. Maïs plukken - Instrumentaal
22. De krijgers arriveren - Instrumentaal
23. De geheime ontmoeting - Instrumentaal
24. De executie - Instrumentaal
25. Het afscheid - Instrumentaal & Koor
26. If I never knew you - Jon Secada & Shanice
27. Colors of the wind - Vanessa Williams

De soundtrack is verschenen in de originele versie, maar werd in Nederland ook in de Nederlandse versie uitgebracht.
Later is in de reeks The Legacy Collection een heruitgave van de originele soundtrack verschenen. Deze bevat alle nummers die voor de geschreven zijn, waaronder liedjes die de film niet gehaald hebben.
Het nummer If I never knew you heeft de uiteindelijke bioscoopversie niet gehaald. Dit nummer stond gepland voor de scène, waarin Pocahontas de gevangen John Smith opzoekt in de tent waarin hij wordt vastgehouden. Bij een voorpremière kwamen producers echter tot de conclusie dat het nummer de film te veel vertraagde. Het lied werd later alsnog in een speciale uitgave toegevoegd. Een Nederlandse versie van het nummer, met de titel Als Ik Jou Nooit Had Ontmoet is destijds ingezongen door Peter Blok & Pia Douwes. Het nummer is echter niet op de Nederlandse soundtrack of een heruitgave daarvan verschenen, maar verscheen wel rond 2015 in videovorm op een officiële Disney-website.
De soundtrack van de film haalde de eerste plaats in de Billboard 200 tijdens de week van 22 juli 1995. Uiteindelijk kreeg deze een drievoudige platinacertificatie.

### Uitgave en ontvangst
De première van Pocahontas vond plaats op 10 juni 1995 in Central Park in New York, waar meer dan 10.000 mensen aanwezig waren. Het is nog steeds de grootste première ooit.
De film was financieel gezien een succes, met een wereldwijde opbrengst van $346.079.773. Het was echter niet het grote succes waar Disney op had gehoopt.

## Awards
De film kreeg een Academy Award voor het beste lied: Colors of the Wind.

## Sequels
In 1998 kwam er een vervolg, Pocahontas II: Reis naar een Nieuwe Wereld.

## Varia
- Pocahontas was de eerste lange Disney-tekenfilm waarin de liefde tussen twee mensen met een verschillende etnische achtergrond centraal staat. De klokkenluider van de Notre Dame, een film die een jaar later uitkwam, kent hetzelfde thema.
- Kocoum is de eerste personage in een Disneyfilm die door een kogel om het leven komt.
- Er zijn verschillende Hidden Mickeys in de film te zien. Aan het begin, wanneer een indiaan zijn speer in het water steekt, verschijnt een Hidden Mickey in de kringen die het water vormen. Daarna is hij nog eens te zien tijdens het lied Colors of the wind, gevormd door drie sterren.
- In Peter Pan (1953), de 14e animatiefilm van Disney, waren de indianen uitgewerkt volgens het stereotiepe westerse beeld, met elementen als de vredespijp en de standaardkreet "ugh". In Pocahontas zijn de indianen realistischer uitgebeeld.
- Pocahontas was ook de eerste lange Disney-tekenfilm zonder happy end.

## Prijzen en nominaties
| jaar | prijs                | categorie                                                                   | genomineerde(n)               | uitslag     |
| ---- | -------------------- | --------------------------------------------------------------------------- | ----------------------------- | ----------- |
| 1995 | Annie Award          | Best Animated Feature                                                       | -                             | gewonnen    |
| 1995 | Annie Award          | Best Individual Achievement for Animation                                   | Nik Ranieri                   | gewonnen    |
| 1995 | Annie Award          | Best Individual Achievement for Music in the Field of Animation             | Alan Menken, Stephen Schwartz | gewonnen    |
| 1995 | Annie Award          | Best Individual Achievement for Production Design in the Field of Animation | Michael Giaimo                | gewonnen    |
| 1995 | Annie Award          | Best Individual Achievement for Animation                                   | Chris Buck                    | genomineerd |
| 1995 | Annie Award          | Best Individual Achievement for Animation                                   | David Pruiksma                | genomineerd |
| 1995 | Annie Award          | Best Individual Achievement for Production Design in the Field of Animation | Rasoul Azadani                | genomineerd |
| 1995 | EMA Award            | Feature Film                                                                | -                             | gewonnen    |
| 1996 | ASCAP Award          | Most Performed Songs from Motion Pictures                                   | Stephen Schwartz, Alan Menken | gewonnen    |
| 1996 | ASCAP Award          | Top Box Office Films                                                        | Stephen Schwartz              | gewonnen    |
| 1996 | Academy Award        | Beste muziek                                                                | Alan Menken, Stephen Schwartz | gewonnen    |
| 1996 | Academy Award        | Beste originele lied                                                        | Alan Menken, Stephen Schwartz | gewonnen    |
| 1996 | BMI Film Music Award | -                                                                           | Alan Menken                   | gewonnen    |
| 1996 | Artios Award         | Best Casting for Animated Voiceover                                         | Brian Chavanne, Ruth Lambert  | gewonnen    |
| 1996 | Golden Globe         | Beste originele lied                                                        | Stephen Schwartz, Alan Menken | gewonnen    |
| 1996 | Golden Globe         | Beste originele muziek                                                      | Alan Menken                   | genomineerd |
| 1996 | Golden Screen        | -                                                                           | -                             | gewonnen    |
| 1996 | Grammy Award         | beste lied voor een film                                                    | Alan Menken, Stephen Schwartz | gewonnen    |
| 1996 | Golden Reel Award    | beste geluidsmontage                                                        | -                             | gewonnen    |
| 1996 | Young Artist Award   | beste familiefilm – musical of comedy                                       | -                             | genomineerd |